# 安南国王
安南国王（越南语：／）是越南在中世和近世時期在外交上對中國使用的稱號。

## 簡介
越南從中國獨立以後，中國朝廷最早冊封給越南君主的封號是「交趾郡王」「南平王」。1174年，李朝的李英宗始被南宋冊封為「安南國王」。此後越南君主多被冊封以此頭銜。
1803年，阮朝世祖請求清朝冊封自己為「南越國王」。但嘉慶帝認為古代「南越」之地甚廣，兩廣（廣東、廣西）之地也包括在內，遂將「南越」二字順序顛倒，改為「越南」，並於1804年冊封其為「越南国王」（越南语：／）。

### 安南國王
1174年至1804年間，多數的越南法理最高統治者。
- 李朝：1174年後，李英宗、李高宗、李惠宗
- 陳朝：陳太宗、陳聖宗。

蒙越戰爭後，元朝不承認陳朝諸帝統治權，於國內冊封傀儡國王：陳遺愛、陳益稷、陳端午。
- 陳朝：陳裕宗、昏德公。

陳藝宗後的陳朝諸帝在陳藝宗反正後，明太祖嫌其竄逆，不予冊封，以前王印視事。
- 胡朝：胡漢蒼

藍山起義後，黎太祖所擁立的傀儡：陳暠。

### 權屬安南國事
- 後黎朝前期：1431年後，黎太祖、黎太宗

### 安南國王
- 後黎朝前期：1434年後，黎太宗、黎仁宗、黎聖宗、黎憲宗、黎肅宗、黎威穆帝、黎襄翼帝

### 安南都統使
- 莫朝：莫太祖、莫宣宗、莫茂洽
- 後黎朝中後期：1599年後，黎世宗、黎敬宗、黎神宗

### 安南國王
- 後黎朝中後期：1647年後，黎神宗、黎玄宗、黎嘉宗、黎熙宗、黎裕宗、黎純宗、黎懿宗、黎顯宗、黎昭統帝
- 西山朝：1789年後，光中帝、景盛帝